# David Ewen
David Ewen (ur. 26 listopada 1907 w Lembergu (Austria), zm. 28 grudnia 1985 w Miami) – amerykański historyk muzyki rozrywkowej, krytyk muzyczny.
Pochodził z Austrii, skąd wyemigrował w 1912. Napisał liczne biografie znanych muzyków, m.in. Gershwina, Kerna, Rodgersa czy Bernsteina. Był też autorem lub współautorem specjalistycznych encyklopedii i słowników muzycznych. Pracował m.in. dla magazynu New York Times.

## Publikacje
- 1957: Panorama of American Popular Music
- 1960: Leonard Bernstein; a biography for young people
- 1961: The Story's of America's Musical Theater
- 1961: History of Popular Music
- 1965: With a Song in His Heart: the Story of Richard Rodgers
- 1966: American Popular Songs from Revolutionary Times to the Present
- 1982: George Gershwin, His Journey to Greatness